# Đại thành tựu
Đại thành tựu (zh. 大成就, sa. mahāsiddha), hoặc là Đại thành tựu giả, cũng dịch âm là Ma-ha-tất-đạt (zh. 摩訶悉達), là danh hiệu chỉ những vị tu khổ hạnh, đã đạt cốt tuỷ của giáo pháp Đát-đặc-la của Phật giáo (Vô thượng du-già) một cách siêu việt. Người ta nhắc đến nhiều nhất 84 vị Đại thành tựu của thế kỉ thứ 8 đến thế kỉ thứ 12 tại Ấn Độ, là những vị tu học khác hẳn truyền thống tu tập ở các Tinh xá (sa., pi. vihāra) của Đại thừa. Đó là những vị nam nữ, thuộc tầng lớp xã hội khác nhau, là những người đã để lại cho Phật giáo Bắc Ấn Độ và Tây Tạng một ảnh hưởng quyết định.
Thành tựu giả (sa. siddha) là các vị đã đạt thần thông, thần thông này được gọi là Thành tựu pháp (sa. siddhi, hoặc Tất-địa). Người xuất gia hay cư sĩ đều có thể đạt Tất-địa.
Trong thời Phật còn tại thế, người ta đã thừa nhận trong quá trình tu tập, hành giả có thể đạt thần thông nhất định, nhưng các thần thông đó đều vô ích, không đáng quan tâm. Chính Phật cũng không cho phép đệ tử mình thi triển thần thông, trừ khi cần phải thi triển vì mục đích giáo hoá. Thế nhưng, Mật tông, nhất là truyền thống Đát-đặc-la có khuynh hướng khuyến khích việc thi triển thần thông, xem nó như một trong những phương tiện thiện xảo để giáo hoá. Vì thế phần lớn các vị Thành tựu hay xiển dương thần thông như bay trên không, đi dưới nước, xuyên qua tường hay kéo dài thọ mệnh. Các vị đạt một ít thần thông nhất định được gọi là Thành tựu, các vị đạt được nhiều thần thông được gọi là Đại thành tựu. Người ta kể ra khoảng 34 thần thông khác nhau. Các vị đạt Tất-địa không nhất thiết là đã đạt giải thoát. Theo sách vở truyền lại thì ít có vị nào được ghi là "nhập Niết-bàn". Phần lớn được gọi là "đi vào cõi của Không hành nữ", được hiểu là nơi không còn tái sinh, tiếp tục tu học để giải thoát hoàn toàn.
Truyện về 84 vị Đại thành tựu do Vô Uý Thí Cát Tường (sa. abhayadatta śrī), một cao tăng Ấn Độ ghi lại trong thế kỉ 11,12 trong một tập dưới tựa Tiểu sử của 84 Đại thành tựu giả (sa. caturaśīti-siddha-pravṛtti, bản dịch của Keith Dowman và H.-W. Schumann). Truyền thống Tây Tạng cũng có những tập nói về chư vị nhưng có khác đôi chút. Trong quyển sách này, sự tích các vị là dựa vào tập của Vô Uý Thí Cát Tường. Đa số 84 vị này đều sống trong khoảng từ thế kỉ thứ 8 đến 12 và truyền thừa cho nhau. Các vị thường có rất nhiều tên khác nhau, phần lớn dựa vào tính chất đắc đạo hay nghề nghiệp các vị đó. Các câu chuyện truyền lại với những thần thông khác nhau có thể được thêm bớt, nhưng người ta cho rằng tất cả các vị đó đều là những nhân vật lịch sử, đã sống thật trên trái đất này.
Ngày nay người ta còn tìm thấy tiểu sử của 84 vị Đại thành tựu trong kinh sách Tây Tạng như Chatraba (sa. catrapa), người hành khất; Kantalipa (sa. kantalipa), thợ may và Kumbaripa (sa. kumbharipa), thợ gốm. Người ta cũng phải kể các vị như nhà vua Indrabhuti (sa. indrabhūti) và người em gái Lakshminkara (sa. lakṣmīṅkarā) cũng như Luận sư Shantipa (sa. śāntipa). Đời sống các vị đó khác nhau rất nhiều nhưng tất cả đều có chung một điều là các vị đều phải trải qua một cơn khủng hoảng trong đời, gặp một lời khai thị của một vị Đạo sư và biến khủng hoảng đó thành đạo giải thoát. Các vị thường có thái độ khó hiểu và ưa dùng nghịch lý để diễn tả cái không thể lĩnh hội được của sự thật vô thượng. Trong tiểu sử của vị Đại thành tựu Tantepa (sa. tantepa), người ta thấy sự hoà nhập giữa một cuộc đời tối tăm nhất và sự giác ngộ cao cả. Ông là người đánh bạc, phá tan gia sản và chỉ nhờ câu khai thị—thế giới thật ra cũng trống rỗng như túi tiền của mình—ông đạt giác ngộ và trực chứng Niết-bàn.
Các bài kệ ca tụng Chân như, trong đây được tạm dịch là Chứng đạo ca (sa. dohā, phiên âm Hán-Việt là Đạo-bả, 道把) của các vị Đại thành tựu thường rất thi vị và kích thích sức tưởng tượng. Tại Tây Tạng, truyền thống ca hát đó được Mật-lặc Nhật-ba và Drugpa Kunleg tiếp nối. Bài ca sau đây của người thợ rèn Saraha, một trong những vị Đại thành tựu danh tiếng nhất, để lại ấn tượng khó quên: "Ai thấu hiểu rằng, đầu đuôi chẳng có tâm thức nào cả, người đó đã thực hiện tâm Phật ba đời."

## Danh Sách Các Đại Thành Tựu Giả
| Stt | Tên                              | Danh hiệu                             | Địa phương                    | Thượng sư                                   | Pháp môn hành trì                                                                              | Thời gian tu tập | Ghi chú |
| --- | -------------------------------- | ------------------------------------- | ----------------------------- | ------------------------------------------- | ---------------------------------------------------------------------------------------------- | ---------------- | --- |
| 1   | Sharaha                          | Đại Bà La Môn                         | Roli miền Đông Ấn Độ          | Được một nhà sư mật truyền tâm pháp         |                                                                                                |                  | |
| 2   | Nagajuna - Long Thọ              | Nhà Hiền triết, luyện kim             | Kanchi                        |                                             | chân Ngôn Tara, ngũ minh môn                                                                   |                  | thời trẻ là người gàn dở, hay cưỡng đoạt tài sản của người khác                                                 |
| 3   | Vyalipa                          | Nhà luyện kim                         |                               | Long Thọ                                    |                                                                                                |                  | vốn là 1 bà la môn giàu có nuôi ước mơ trường sinh bất tử                                                       |
| 4   | Samudra                          | Thợ Mò ngọc trai                      |                               | Đại sư Acintapa                             |                                                                                                | 3 năm            | |
| 5   | Lkashimikara                     | Công chúa giả điên                    | Shabhala                      |                                             |                                                                                                |                  | em gái vua Indrabhuti                                                                                           |
| 6   | Mekhala và Kanakhala             | 2 chị em nâng thủ cấp                 | Devikota                      | Đại Sư Krsnacarya                           | Kim Cương Tâm Pháp                                                                             | 12 năm           | |
| 7   | Kumbharipa                       | Người thợ gốm                         | Jomanasri                     | một nhà sư Du già                           |                                                                                                | 6 tháng          | |
| 8   | Capripa                          |                                       |                               |                                             |                                                                                                |                  | |
| 9   | Manibhadra                       | Bà nội chợ hạnh phúc                  | thị trấn Agaru                | Đại sư Kukkuripa                            | định tâm vào một điểm duy nhất                                                                 | 12 năm           | |
| 10  | Udhilipa                         | Người bay                             |                               | Đại sư Kanaripa                             | tụng chân ngôn Kim cương thánh nữ 10.000 lần tại 24 thánh địa                                  |                  | |
| 11  | Celuka                           | Kẻ ăn không ngồi rồi lấy lại sức sống | Mangalapur                    | Yogi Maitripa                               | tantra Chakrasamvara                                                                           | 9 năm            | |
| 12  | Kilakipana                       | Người rộng mồm                        | Bhiralipa                     |                                             |                                                                                                |                  | |
| 13  | Kantali                          | Người khâu vải vụn                    |                               | Thánh nữ Dakini                             | Tứ vô lượng tâm: Từ Bi Hỷ Xả                                                                   |                  | |
| 14  | Dhahuli                          | Người bện dây thừng                   | Dhokara                       | một Du già sư                               |                                                                                                | 12 năm           | |
| 15  | Medhini                          | Người nông dân                        | thành Hoa Thị                 |                                             |                                                                                                | 12 năm           | |
| 16  | Dhokaripa                        | Người mang bình                       | Thành Hoa Thị                 | du già sư                                   |                                                                                                | 3 năm            | vốn là người hành khất                                                                                          |
| 17  | Yogipa                           | Người Hành hương                      |                               | Chân sư Savanpa                             | hành hương tới 24 thánh địa, vừa đi vừa tụng chân ngôn Kim Cương Tát Đỏa                       | 12 năm           | vốn là 1 người kém trí tuệ, sau khi đắc đạo thọ 500 năm                                                         |
| 18  | Ghandhapa                        | Người rung chuông                     | Sri                           | Kim cương thánh nữ                          | Chakrasamvara                                                                                  |                  | vốn là tu sĩ đại học viện Nalanda                                                                               |
| 19  | Pankaja                          | Bà la môn sinh từ hoa sen             |                               | Long Thọ                                    |                                                                                                |                  | |
| 20  | Dharmapa                         | Thư sinh chăm chỉ                     |                               | 1 du già sư                                 |                                                                                                |                  | |
| 21  | Kucipa                           | Người bướu cổ                         | Kahari                        | Long Thọ                                    | Guhyasamaja                                                                                    |                  | |
| 22  | Dharmapa                         | Học giả uyên bác                      |                               | Kim cương thánh nữ                          |                                                                                                | 6 năm            | |
| 23  | Rahula                           | Ông già lẩm cẩm                       | Kamarupa                      | 1 du già sư                                 | quán chữ Ah trên đỉnh đầu...                                                                   |                  | |
| 24  | Jalandhari                       | Người được chọn                       |                               | Kim cương thánh nữ                          |                                                                                                | 7 năm            | |
| 25  | Tinkapa                          | Yogi màn đen                          |                               | mẹ là 1 kim cương thánh nữ                  |                                                                                                |                  | |
| 26  | Kukkuripa                        | Người quý chó                         |                               |                                             |                                                                                                |                  | |
| 27  | Tandhepa                         | Người đánh bạc                        |                               |                                             |                                                                                                | 20 năm           | |
| 28  | Bhandhepa                        | Vị thần cầu pháp                      | Sravarti                      | Krsnacarya                                  |                                                                                                |                  | |
| 29  | Krsnacarya(Kanhapa)              |                                       |                               | Đại thành tựu giả Jalandhara                | Bản tôn Hevajra                                                                                |                  | vốn là con trai một vị quan văn                                                                                 |
| 30  | Dombipa                          | Người cưỡi hổ                         | nước Ma Kiệt Đà               | Đạo sư Virupa                               | du già mật pháp                                                                                | 12 năm           | vua Ma Kiệt Đà                                                                                                  |
| 31  | Kankana                          | Nhà Vua Tu sĩ                         | Visnunarga                    | một nhà sư du già                           | chú tâm vào mặt 1 viên ngọc                                                                    | 6 tháng          | |
| 32  | Dhobipa                          | Người thợ gặt                         | nước Pataliputra              | một nhà sư du già                           |                                                                                                | 12 năm           | |
| 33  | Aryadeva (thanh tịnh thánh nhân) | Đại sư độc nhãn                       |                               | Long Thọ                                    |                                                                                                |                  | ngài sinh ra từ 1 đóa sen                                                                                       |
| 34  | Santipa                          | Học giả                               | xứ Magadha                    |                                             |                                                                                                | 12 năm           | |
| 35  | Vinapa                           | Nhạc sĩ                               | xứ Gauda                      | Đạo sư Buddhapa                             | chú tâm vào tiếng đàn                                                                          | 9 năm            | ngài là hoàng tử xứ Gauda                                                                                       |
| 36  | Khadgapa                         | Bậc thầy ăn trộm                      |                               | Du già sư Carpati                           | 21 ngày cầu nguyện trước pho tượng Quan Thế Âm, sau đó dùng gươm chém con rắn chui ra từ đó    | 21 ngày          | ngài vốn là 1 tướng cướp                                                                                        |
| 37  | Camaripa                         | Thợ sửa giày                          | Visnunarga                    | Một nhà sư du già                           |                                                                                                | 12 năm           | |
| 38  | Tantipa                          | Người thợ dệt                         | Sendhonarga                   | Sư Jalandra                                 |                                                                                                | 12 năm           | |
| 39  | Putalipa                         |                                       | Bangala                       | Một nhà sư du già                           | bản tôn Hevajra                                                                                | 12 năm           | |
| 40  | Dharikapa                        | Vua nô lệ                             |                               | Đạo sư Luipa                                |                                                                                                | 12 năm           | |
| 41  | Courangipa                       | Người không chân tay                  |                               | Đạo sư Yoga Acinta                          | Nội hỏa                                                                                        | 12 năm           | Ngài vốn là 1 hoàng tử                                                                                          |
| 42  | Goraksa                          | Người chăn bò                         |                               | Đại sư Minapa                               |                                                                                                |                  | |
| 43  | Nigunapa                         |                                       |                               | Một vi Yogi                                 |                                                                                                |                  | |
| 44  | Kirava                           | Người chinh phục                      |                               | Một nhà sư du già                           | Bồ tát giới, tứ vô lượng tâm, thiền định                                                       |                  | Ngài vốn là một vị vua                                                                                          |
| 45  | Kapalapa                         | Người mang bình bát sọ                | Xứ Rajapuri                   | Chân sư Krsnacarya                          | Bản Tôn Hevajra, quán tưởng bình bát và hư không là một                                        | 9 năm            | |
| 46  | Nagabhodhi                       | Nhà Luyện Kim                         |                               |                                             |                                                                                                |                  | |
| 47  | Sarvabhaksa                      | Kẻ háu ăn                             | Vương quốc Abhira             | Đại sư Saraha                               |                                                                                                |                  | |
| 48  | Sakara                           | Người sinh từ hoa sen                 | Vương quốc Kanci              | Bồ tát Quan Thế Âm                          | Bản Tôn Hevajra                                                                                | 12 năm           | |
| 49  | UPahana                          | Thợ đóng giày                         |                               | Một nhà sư Du Già                           |                                                                                                | 9 năm            | |
| 50  | Pacari                           | Người bán bánh                        | Thành Campa                   | Bồ tát Quan Thế Âm                          | Lục tự đại minh chân ngôn                                                                      |                  | |
| 51  | Godhuri                          | Người bẫy chim                        | Xứ Disunagar                  | Một nhà sư du già                           | Quán tất cả âm thanh trong thế gian và tiếng chim hót giống nhau                               | 9 năm            | Ngài thọ 100 năm hóa độ trên 300 đệ tử                                                                          |
| 52  | Jayananda                        | Điểu sư - người dạy chim              | Xứ Belgan                     |                                             | Pháp " Bi điền ", gia trì chân ngôn vào thức ăn rồi tung lên không trung để cúng dường         |                  | |
| 53  | Lucika                           | Người đào tẩu                         |                               | Một vị tăng                                 |                                                                                                | 12 năm           | |
| 54  | Kotali                           | Người bán rong                        |                               | Chân sư Santipa                             |                                                                                                | 12 năm           | |
| 55  | Campaka                          | Ông vua thích hoa                     | Vương quốc Campa              | Một nhà sư khất thực                        |                                                                                                | 12 năm           | Ngài là 1 vị vua                                                                                                |
| 56  | Bhiksana                         | Hành giả hai răng                     | Vùng Pataliputra              | Một vị Dakini                               |                                                                                                | 7 năm            | |
| 57  | Dhilipa                          | Người bán dầu                         | Satapuri                      | Đạo sư Bhahana                              |                                                                                                | 9 năm            | |
| 58  | Kampari (2 vợ chồng)             | Người Thợ rèn                         |                               | Một nhà sư Yoga                             | Thiền Nội Hỏa                                                                                  |                  | |
| 59  | Ananga                           | Đẹp trai ngu ngốc                     | Gahura                        | Một Yogi                                    | Bản tôn Chakrasamvara                                                                          | 6 tháng          | Sau cùng ngài đi vào cảnh giới các Dakas                                                                        |
| 60  | Indrabhuti                       | ông vua giác ngộ                      | vua xứ Shambhola              | Chân sư Kambala                             |                                                                                                | 12 năm           | |
| 61  | Mekopa                           | Người có ánh mắt dữ tợn               |                               | Một nhà sư du già                           |                                                                                                | 6 tháng          | Ngài làm nghề bán cơm                                                                                           |
| 62  | Santideva (Tịch Thiên Tôn giả)   | Thầy Tu lười biếng                    |                               |                                             |                                                                                                |                  | |
| 63  | Nalinapa                         | Người hái hoa sen                     | Saliputra                     | Một Yogi                                    | Guhyasamaja                                                                                    | 9 năm            | Ngài thọ 400 năm, hóa độ 550 đệ tử, sau đó đi vào cõi Dakas                                                     |
| 64  | Mahipa                           | Người vĩ đại                          | Xứ Ma - Kiệt - Đà             | Một Yogi                                    |                                                                                                |                  | |
| 65  | Thagana                          | Người nói dối                         |                               | Một nhà sư                                  |                                                                                                | 7 năm            | |
| 66  | Acinta                           | Ẩn sĩ                                 |                               | Đại sư Kampala                              |                                                                                                |                  | Ngài vốn là 1 tiều phu nghèo khó và luôn bị ám ảnh bởi sự giàu sang                                             |
| 67  | Babhahi                          | Người lấy sữa từ nước                 | Thành Dhanjura                | Một Yogi                                    | Yoga Chuyển di thần thức, Thiền Đại Thủ ấn                                                     | 12 năm           | Sau khi chuyển xác phàm thành thân ánh sáng ngài đi vào cõi các Dakas                                           |
| 68  | Luipa                            | Hoàng tử ăn cá Thối                   | Quốc đảo Tích Lan             | Các Dakini, một kỹ nữ (tiền kiếp là Dakini) | Tâm pháp Yogini, quán ruột các hôi thối như một loại tiên dược                                 | 12 năm           | |
| 69  | Catrapa                          | Người hành khất                       |                               | Một nhà sư Thông thái                       |                                                                                                | 6 năm            | |
| 70  | Bhadrapa                         | Người độc nhất                        | Xứ Manidhara                  | Một nhà sư du già                           | Hàng ngày quyét dọn hố xí để hoán cải tâm kiêu ngạo                                            | 6 năm            | Ngài vốn là 1 bà la môn giàu có và xa hoa                                                                       |
| 71  | Naropa                           | Người bất khuất                       | Vùng Đông Ấn                  | Tilopa                                      | Bản tôn Hevajra                                                                                | 6 tháng          | Ngài mất 12 năm phụng sự thượng sư của mình mặc dù hàng ngày đi xin ăn để cúng thượng sư nhưng vẫn bị đánh chửi |
| 72  | Shalipa                          | Linh cẩu đại sư                       |                               | Một nhà sư khất thực                        | Quán niệm tất cả âm thanh thế gian giống tiếng chó tru                                         | 9 năm            | |
| 73  | Minapa                           | Người bị cá nuốt                      | Vùng Belgan                   | Thần Siva                                   |                                                                                                | 12 năm           | Ngài là ngư dân bị cá lớn nuốt và thiền định 12 năm trong bụng cá, ngài thọ 500 năm                             |
| 74  | Kankali                          | Người góa vợ                          | Ma Kiệt Đà                    | Một du già sư                               | quán hình ảnh vợ mình như 1 thánh nữ                                                           | 6 năm            | |
| 75  | Tilopa                           | Người Từ bỏ                           | Visnunagar                    |                                             |                                                                                                |                  | Ngài vốn là quốc sư nhưng từ bỏ để thành một vị ẩn tu                                                           |
| 76  | Khandipa                         | Người mặc áo vá                       | Vùng Gandhapur                | Một nhà sư du già                           | Bản Tôn Yamantaka                                                                              | 12 năm           | |
| 77  | Ajokipa                          | Người không cố gắng                   |                               | Một yogi                                    | Bản tôn Hevajra                                                                                | 9 năm            | Sau cùng ngài chuyển xác phàm thành thân ánh sáng và đi vào cõi các Dakas                                       |
| 78  | Virupa                           | Đạo sư của các Thiên Nữ               | Xứ Triputa, vương quốc Belgan | Kim cương nữ bồ tát                         | Kim cương chân ngôn                                                                            | 24 năm           | Ngài thọ 700 tuổi                                                                                               |
| 79  | Kalapa                           | Người kỳ bí                           |                               | Một du già sư                               | Bản tôn Chakrasamvara                                                                          |                  | Do đời trước tu phép nhẫn nhục nên ngài cực kỳ tuấn tú, sau cùng ngài đi vào cõi các Dakas                      |
| 80  | Lilapa                           | Nhà vua ấn sĩ                         | Vùng Tây Ấn                   | Một đạo sĩ                                  | Bản tôn Hevajra                                                                                |                  | |
| 81  | Kokalipa                         | Người Bị phân tâm bởi tiếng chim cu   | Vua xứ Campara                | Một Nhà Sư                                  | Bản tôn Chakrasamvara Quám tiếng chim, cũng như mọi âm thanh khác đều như thần chú của Bản Tôn | 6 tháng          | Đi vào cõi các Dakas bằng thân ánh sáng                                                                         |
| 82  | Shawaripa                        | Người Thợ Săn                         |                               | Bồ Tát Quan Thế Âm                          |                                                                                                | 12 năm           | |

(có nhưng vị có quan hệ vợ chồng, nên được gom chung một đầu mục).

## Thời Cận hiện Đại
Ngoài 84 vị được mô tả trong sách vở kinh điển còn nhiều vị khác ngay cả trong thời kỳ cận hiện đại thậm chí ngay hiện nay minh chứng cho sự truyền thừa quý báu của truyền thống Kim Cương Thừa cao quý này. Một Số vị đó là:
- Đại Thành Tựu giả Drubwang Shakya Shri